# Padre coraje (miniserie)
Padre coraje es una miniserie de televisión española producida por Tesamun y Mundo Ficción para Antena 3 y dirigido por Benito Zambrano. Su argumento se basa en hechos reales en relación con un asesinato cometido en una gasolinera de Jerez de la Frontera y los esfuerzos de la familia de la víctima para que se hiciera justicia.

## Argumento
En la madrugada del 22 de noviembre de 1995, en una de las pocas gasolineras que abrían por la noche en la ciudad de Jerez, Juan Holgado (Juan Delgado en la serie) es atracado en la Repsol (entonces Campsa), en la que trabajaba como cajero. En el forcejeo Juan fue apuñalado, un total de 33 veces, dejando al joven agonizando en la trastienda de la gasolinera. Tenía 27 años.

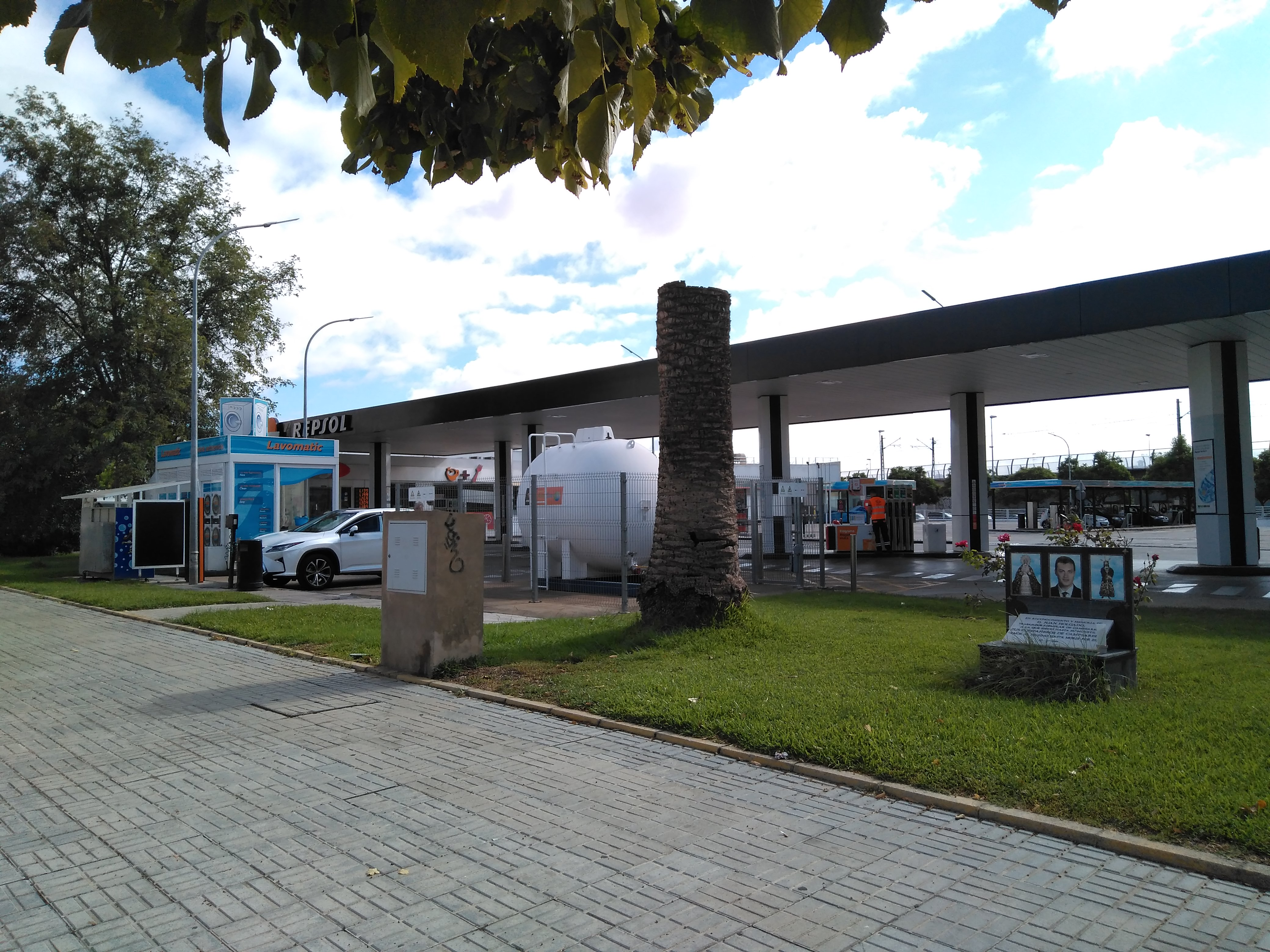
Gasolinera donde sucedieron los hechos

La historia de esta miniserie retrata el drama de la familia y el coraje de su padre, Francisco Holgado, para llevar al asesino ante la justicia. Éste se hace pasar por drogadicto en el barrio de San Benito, y consigue que los vecinos y los cercanos a los criminales, incluido él, piensen que es uno más del barrio. Tras mucha lucha e indagación, Francisco da con el acusado, y le graba. Francisco denuncia a esta persona, y lo lleva a juicio donde presenta sus argumentos y sus pruebas, las cuales son descalificadas por su origen ilegal. El drama del padre coraje, que busca y se enfrenta al asesino de su hijo, para llevarlo a juicio y el consiguiente desengaño, al descubrir que el proceso penal y la instrucción judicial se vuelve en su contra.
Una historia de amor, coraje y dolor, donde no hay final feliz.

## Reparto
- Juan Diego: Antonio Delgado
- Félix Gómez: Juan Delgado
- Mariana Cordero: María
- José Luis García Pérez: Luis
- Luz Valdenebro: Mari Carmen
- Raquel Infante: Tere
- Vicente Romero: Manuel Maqueda (El Maquea)
- Elisa Garzón: Paqui
- Antonio de la Torre: El Loren
- Daniel Núñez: Vicente
- Juan Carlos Sánchez: el juez Alarcón
- Alberto González: el comisario Ferrero
- Antonio Dechent: el inspector Baena
- José Maya: el inspector Molina
- Carlos Manuel Díaz: el subinspector Velasco
- Juan Fernández: el inspector Hernández
- Juan Motilla
- Mariano Peña: Navarro
- Ana Wagener: Amparo Garrido
- Alex O'Dogherty: Rubio
- Manuel Morón: Felipe
- Paca Barrera: Isabelita, la monja
- Macarena Gómez: Susana Aguilar (La Susi)
- Manolo Caro: El Tato
- Nuria González: una alcohólica
- Tony Zenet (Toni Zenet): El Canijo
- Manuel de Blas: el director general de policía
- José Pedro Gil: el padre de Tere
- Víctor Carretero: Carmelo
- Jesús Ventura (Jesús María Ventura): un yonqui de la plazoleta
- Julián Villagrán: otro yonqui de la plazoleta
- Chiqui Maya: El Chaqueta
- Ángel Rubio: el hermano del Maquea
- Paca López: la secretaria de Navarro
- Inés Sájara: una reportera de televisión
- Andrés Orellana: otro reportero
- Carmen León: una periodista
- Fernando Picón: Luis Galán
- Antoni Estrada: Alfonso Ruiz
- Mauro Rivera (Mauro Ribera): el presidente del tribunal

## Audiencias

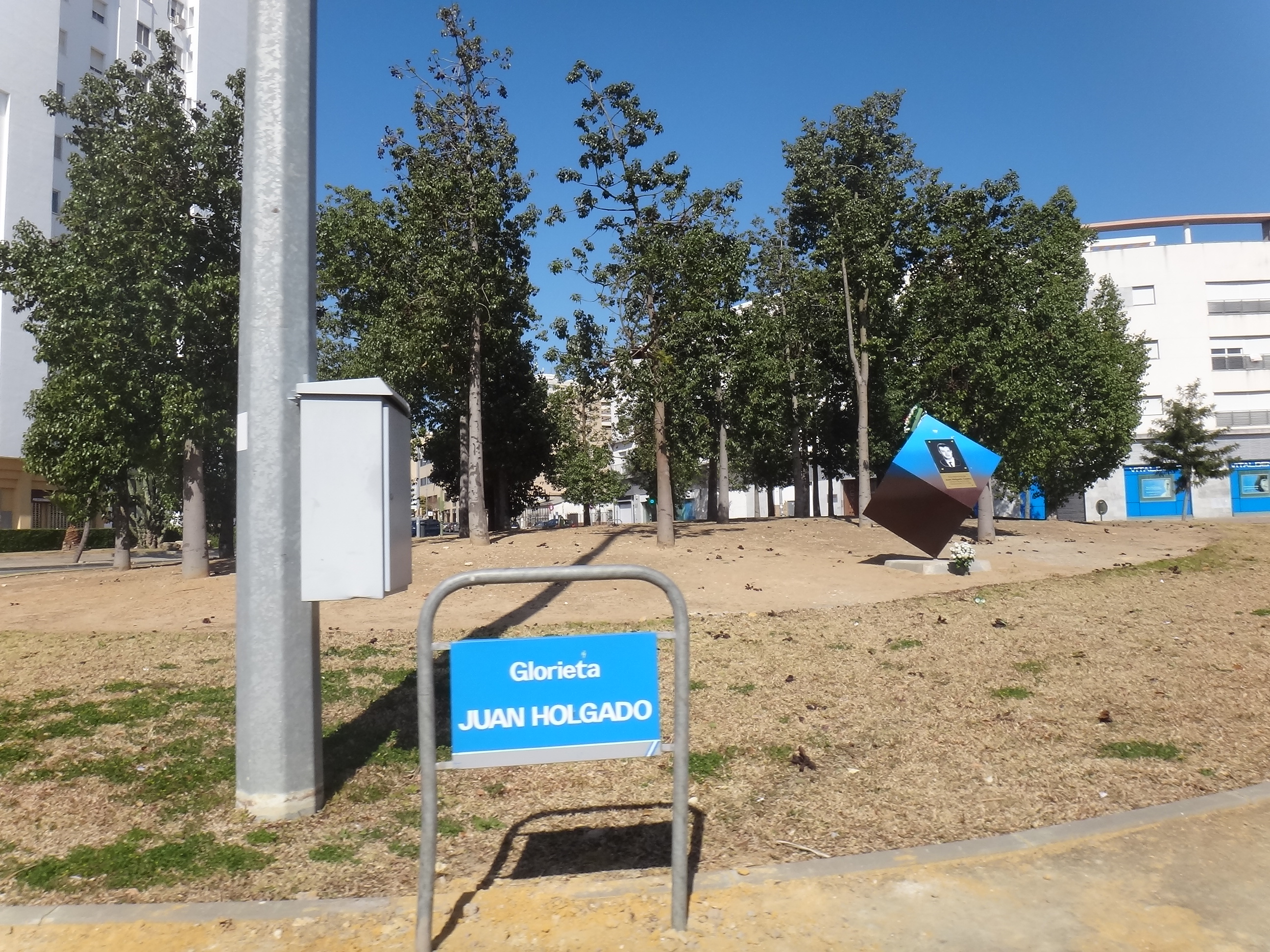
Monumento a Juan Holgado, el verdadero joven asesinado en la gasolinera

| Temporada | Temporada | Episodios | Estreno             | Final               | Audiencia media | Audiencia media | Audiencia media |
| Temporada | Temporada | Episodios | Estreno             | Final               | Espectadores    | Cuota           |                 |
| --------- | --------- | --------- | ------------------- | ------------------- | --------------- | --------------- | --------------- |
|           | 1         | 3         | 13 de marzo de 2002 | 15 de marzo de 2002 | 4 429 000       | 29,0%           |                 |

### Capítulos
| N.º | Fecha de emisión    | Audiencia         |
| --- | ------------------- | ----------------- |
| 1   | 13 de marzo de 2002 | 4 186 000 (27,0%) |
| 2   | 14 de marzo de 2002 | 4 592 000 (29,2%) |
| 3   | 15 de marzo de 2002 | 4 508 000 (30,7%) |

## Premios y nominaciones

### Premios ATV
| Año  | Categoría                      | Receptor                    | Resultado |
| ---- | ------------------------------ | --------------------------- | --------- |
| 2002 | Mejor Interpretación Masculina | Juan Diego                  | Ganador   |
| 2002 | Mejor Música Original          | Antonio Meliveo David Broza | Ganador   |

### Fotogramas de Plata
| Año  | Categoría         | Receptor   | Resultado |
| ---- | ----------------- | ---------- | --------- |
| 2003 | Mejor Actor de TV | Juan Diego | Nominado  |

### Unión de Actores
| Año  | Categoría                              | Receptor       | Resultado |
| ---- | -------------------------------------- | -------------- | --------- |
| 2003 | Mejor actor protagonista de televisión | Juan Diego     | Ganador   |
| 2003 | Mejor actor revelación                 | Vicente Romero | Ganador   |

### TP de Oro
| Año  | Categoría   | Receptor   | Resultado |
| ---- | ----------- | ---------- | --------- |
| 2003 | Mejor Actor | Juan Diego | Nominado  |